# Igreja Evangélica Luterana da Finlândia
A Igreja Evangélica Luterana da Finlândia (em finlandês:  Suomen evankelis-luterilainen kirkko e em sueco:  Evangelisk-lutherska kyrkan i Finland) é uma das igrejas nacionais da Finlândia, junto da Igreja Ortodoxa Finlandesa. Membro da Comunhão de Porvoo, a Igreja professa a fé luterana, um ramo protestante do cristianismo, e está ativamente envolvida em relações ecumênicas. É um membro do Conselho Mundial de Igrejas e da Conferência das Igrejas Europeias.
A Igreja Evangélica Luterana é o maior grupo religioso da Finlândia. Até o final de 2019, 68,7% dos finlandeses eram membros da Igreja. Com 3,8 milhões de membros, é uma das maiores igrejas luteranas do mundo. O líder da Igreja é o atual arcebispo de Turku, Kari Mäkinen, que sucedeu Jukka Paarma em 1.º de junho de 2010.

## História

### Bispado católico
A Igreja Evangélica Luterana da Finlândia traça a sua linhagem desde a medieval Diocese de Turku, que mais ou menos coincide geograficamente com atual Finlândia. O cristianismo foi introduzido na Finlândia lentamente. Os primeiros sinais do cristianismo podem ser encontrados em locais de sepultamento pré-históricos datados do século XI. Com base na evidência etimológica, parece que as primeiras influências vieram do cristianismo oriental. A evidência arqueológica mostra que no meio do século XII o cristianismo já era dominante na região, em torno do que é hoje a cidade de Turku. A lenda mais tarde narra uma cruzada datada por volta de 1054, porém nenhuma evidência arqueológica comprova a história. A introdução do cristianismo foi um processo pacífico, lento, e, ao mesmo tempo, a Finlândia foi integrada à Suécia. O primeiro bispo histórico cujo nome é conhecido foi Tomé, que viveu na primeira metade do século XIII. A hierarquia eclesiástica foi finalmente estabelecida durante a Segunda Cruzada Sueca.
Durante a Idade Média, a Diocese de Turku estava sujeita à Arquidiocese de Upsália, espelhando o domínio político sueco no país. A diocese tinha uma escola, tornando-a capaz de educar os seus próprios sacerdotes, e vários finlandeses também estudaram no exterior em universidades de Paris e na Alemanha. Antes da Reforma, as ordens monásticas mais importantes ativas eram as dos franciscanos, dominicanos e brigitinos. A liturgia da diocese seguiu o modelo dominicano.

### Parte da Igreja da Suécia

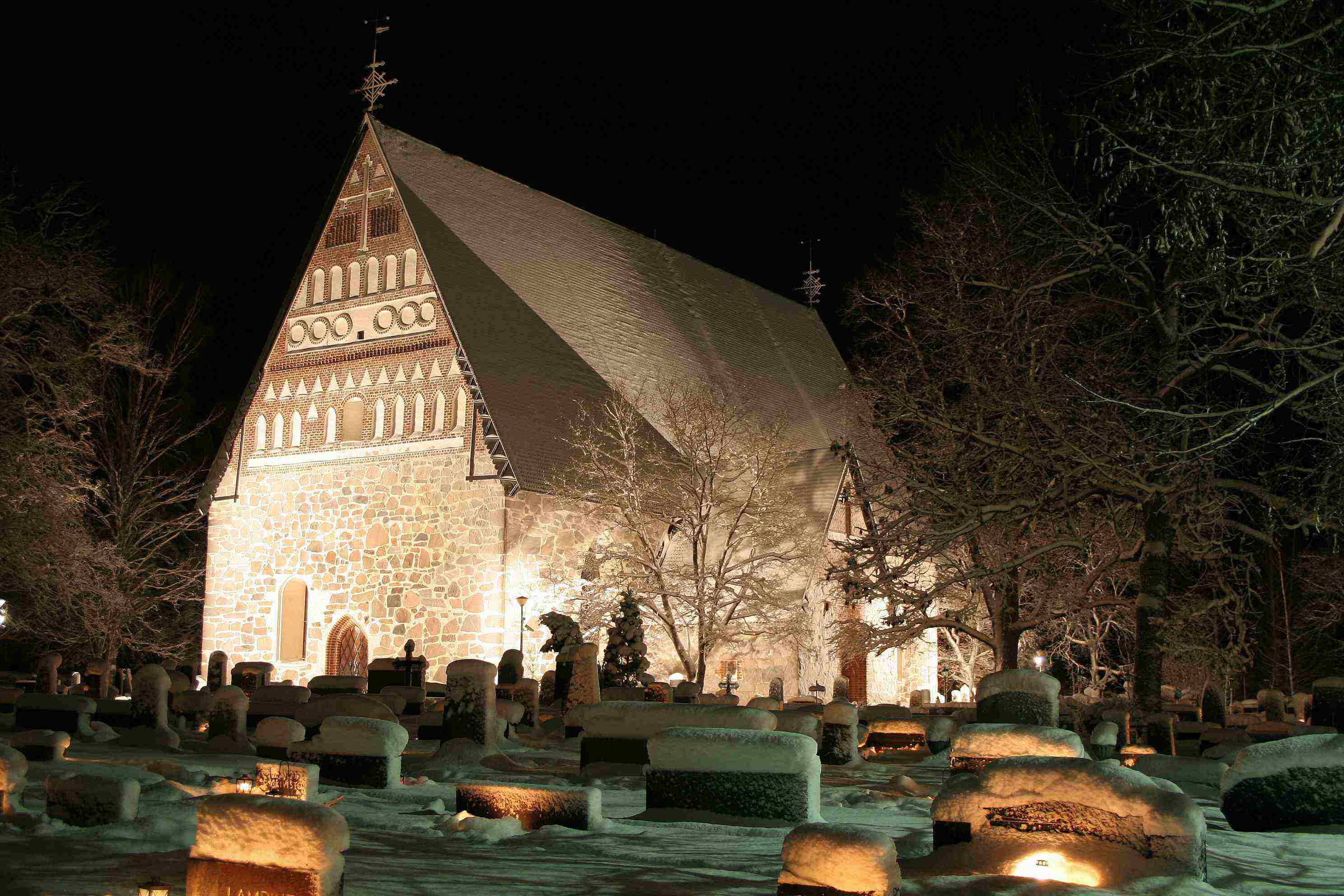
A igreja de Hollola, datada do século XVI, que foi convertida durante a Reforma

A Reforma Protestante na Suécia foi iniciada pelo rei Gustavo I, que almejava confiscar as propriedades da Igreja Católica, que foi realizada por volta de 1520. Na Finlândia, o Castelo de Kuusisto e a maioria das propriedades dos mosteiros foram confiscados pelo Estado. O primeiro Bispo reformado de Turku foi Martinus Johannis Skytte, ex-vigário geral dominicano da província de Dácia. Ele manteve a maior parte das tradições católicas dentro da Diocese, que fazia parte da gora independente Igreja da Suécia. Após a morte de Skytte, a Diocese luterana de Viipuri transferida para formar a Diocese de Tampere, existente até hoje.
A reforma doutrinária da Igreja finlandesa aconteceu durante o episcopado de Mikael Agricola, que tinha estudado na Universidade de Halle-Wittenberg instruído por Martinho Lutero. Ele traduziu o Novo Testamento e grandes porções do Antigo Testamento para o finlandês. Além disso, foi autor de uma grande quantidade de textos litúrgicos finlandeses no espírito da reforma, preservando ao mesmo tempo uma série de costumes decididamente católicos, como celebrações da Visitatio Mariae, da Exaltatio Crusis, e o uso da mitra. Mesmo as imagens e esculturas de santos católicos foram mantidas nas igrejas, embora eles já não eram mais tão venerados. Agricola também foi o primeiro bispo casado de Turku.

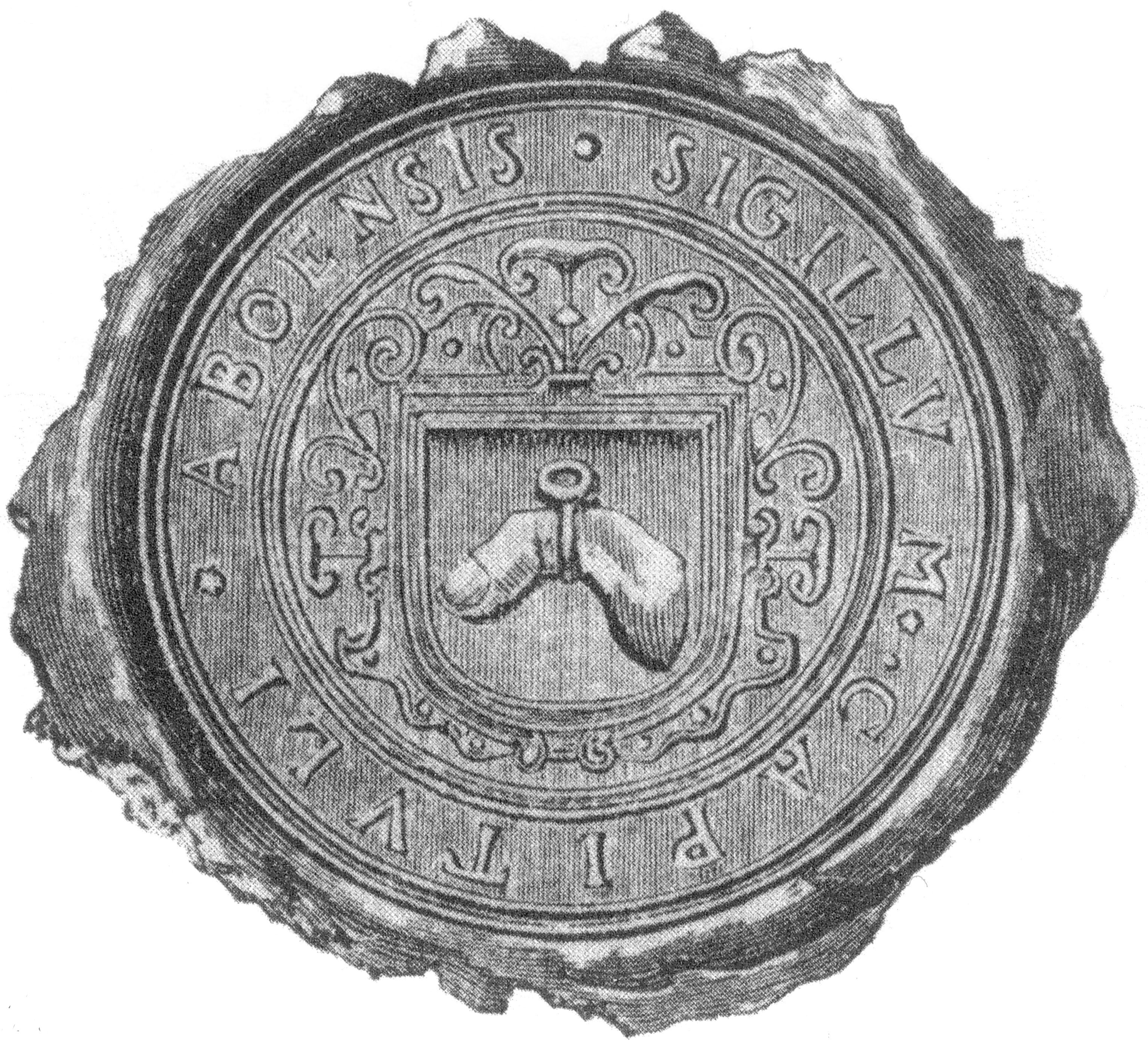
O selo da Diocese de Turku, durante os séculos XVI e XVII, continha o dedo de São Henrique de Upsália

Ao final do século XVI, a Reforma sueca foi finalmente concluída, e o século seguinte ficou conhecido como o período de ortodoxia luterana. Ser membro da Igreja era obrigatório, assim como a presença semanal ao Serviço Divino, aquele punível com pena morte e este com multa, no caso de descumprimento. Na recém-conquistada Carélia finlandesa, a Igreja Luterana perseguiu a população ortodoxa., que levou uma grande emigração ortodoxa para a Rússia. A Igreja neste tempo também começou a lançar as bases para a educação integral, onde cada pessoa tinha a obrigação de conhecer os princípios básicos da fé. Para garantir isso, aos sacristãos paroquiais incorria o dever de instruir as crianças na leitura do Catecismo. A educação dos padres também foi melhorada, e, por fim, com a fundação da Academia Real de Turku. O sistema educacional formado neste período foi codificado no Ato Eclesial de 1686.
No início do século XVIII, a Finlândia foi ocupada pela Rússia durante uma década, no episódio que ficou conhecido como Grande Guerra do Norte. O país levou décadas para se recuperar. Uma grande parte da Finlândia foi anexada pela Rússia, onde a igreja luterana permaneceu ativa apesar de estar sob o domínio russo. Os dois ramos do luteranismo finlandês se reuniram novamente no início do século XIX. Tanto na Rússia como na Suécia, o luteranismo foi muito afetado pela teologia do Iluminismo, que produziu um efeito de secularização da Igreja. Isto, associado ao estilo de vida luxuoso dos vigários paroquiais, causou ressentimento da população, que se tornou visível em movimentos de reavivamento populares locais.

### Como igreja independente
A Igreja Evangélica Luterana da Finlândia é sucessora da Igreja da Suécia, da qual ela fazia parte até 1809, quando o Grão-Ducado da Finlândia foi estabelecido como parte do Império Russo. Depois disso, a igreja passou a dividir o status de religião estatal com a Igreja Ortodoxa Finlandesa. Em 1869, uma nova lei da Igreja foi aprovada pela assembleia legislativa (Landtag). A Lei separava a Igreja e o Estado, dando à Igreja o seu próprio corpo legislativo, conhecido como o Sínodo central. Mudanças na forma eclesiástica só poderiam ser feitas pelo Sínodo central, que tinha o direito exclusivo de propor alterações à Lei da Igreja. Essas mudanças poderiam posteriormente passar pela aprovação ou vetado pelo Landtag ou pelo imperador russo. Um ano antes, as paróquias luteranas foram diferenciadas dos municípios seculares, com ambos tendo suas próprias finanças e órgãos administrativos. A responsabilidade geral de educação integral e o cuidado dos pobres foi transferida da Igreja para os municípios seculares. A Igreja aceitou a separação do Estado sem alarde, como se quisesse ganhar mais independência, até mesmo porque o chefe de Estado era o imperador russo, que era ortdoxo, e a integração completa com o estado era considerada problemática pelos luteranos.
Em 1889 foi aprovada uma lei permitindo que cristãos de outras denominações agissem livremente no país. Aos membros da Igreja Luterana foi dado o direito de deixá-la para se juntar a outras comunidades cristãs. Desde 1923 é possível para deixar a igreja estatal sem a obrigação de ter de participar de outra congregação religiosa.
Para a própria Igreja, o século XIX foi marcado por diversos movimentos de reavivamento, dos quais quatro eram particularmente proeminentes. Esses movimentos foram:
- Rukoilevaisuus (pessoas que rezam de joelhos, ou pessoas que rezam com freqüência), fundado pela camponesa Liisa Erkintytär e, mais tarde, pelo padre Abraham Achrenius. O movimento é ativo especialmente na Finlândia Ocidental
- Despertar (também chamado Pietistas), fundado pelo camponês Paavo Ruotsalainen
- Evankelisuus (ligado ao neoluteranismo), fundado pelo sacerdote Fredrik Gabriel Hedberg
- Laestadianismo, fundado por Lars Levi Laestadius

Os movimentos revivalistas nasceram durante a primeira metade do século. Eles  encontraram forte oposição dos bispos e da parte educada da população, mas atraiu muitos seguidores no campo. Para a historiografia finlandesa moderna, os movimentos revivalistas foram considerados uma parte da agitação social causada pela modernização da sociedade.

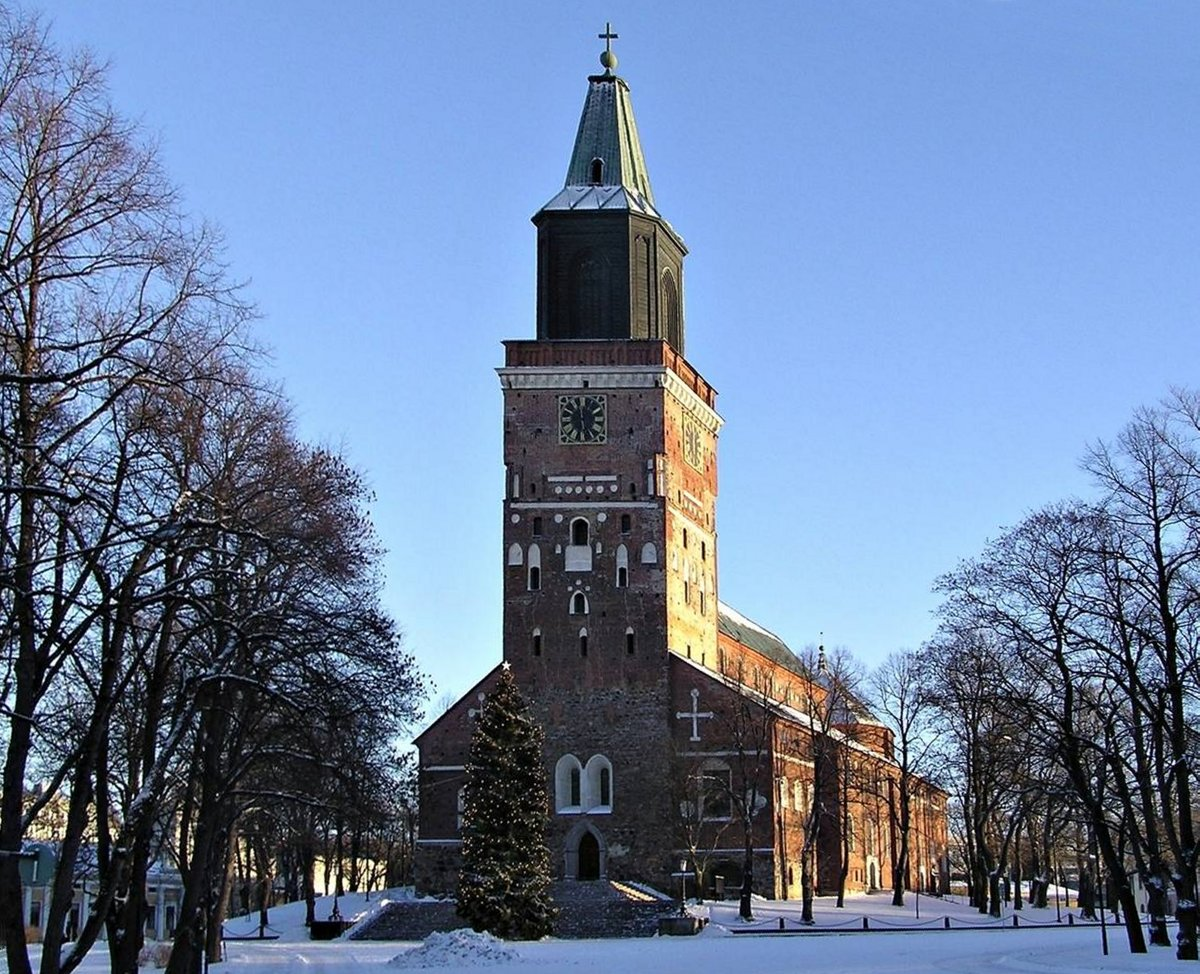
A Catedral de Turku é considerada santuário nacional da Finlândia, e é a sede de seu primaz de facto

No final do século XIX, a Igreja começou a enfrentar a oposição do liberalismo. A posição da Igreja foi liderada especialmente pelo movimento sindical emergente. No lado espiritual, a Igreja deparou-se com os ramos batista e metodista que se tornaram as duas primeiras comunidades religiosas privadas na Finlândia. A Igreja reagiu, dando mais espaço a seus próprios movimentos de reavivamento e iniciando novas atividades de jovens, por exemplo, escolas dominicais e grupos de jovens cristãos. No entanto, a corrente principal do nacionalismo finlandês foi afetada pelo luteranismo. Por exemplo, o filósofo mais importante do nacionalismo finlandês, Johan Vilhelm Snellman, considerou o luteranismo um fator importante da identidade finlandesa, embora fosse um crítico da Igreja como organização.

### Secularização
No início do século XX, o Landtag foi transformado em um parlamento unicameral selecionados por voto igualitário. Em 1908, uma revogação do Ato Eclesial liberou os membros da Igreja do dever legal de participar da santa ceia, pelo menos uma vez por ano. Depois disso, a frequência à igreja caiu e desde então se tornou um indicador da opinião religiosa pessoal.
A independência finlandesa em 1917 foi imediatamente seguida pela Guerra Civil Finlandesa, com a Igreja, sem dúvida, assumindo a posição de Branca (nacionalista), enquanto que o lado vermelho estava envolvido em anticlericalismo, assassinando sacerdotes. Na nova Constituição de 1919, a nova república foi considerada não confessional e a liberdade de culto passou a ser considerada um direito. Em 1923, esse direito foi estendido através de Ato de Liberdade Religiosa. Embora a Lei deu o direito para cada adulto finlandês deixar a Igreja e, consequentemente, estar livre da obrigação de pagar o imposto da Igreja, a grande maioria das pessoas permaneceu membro, independentemente de sua opinião política.

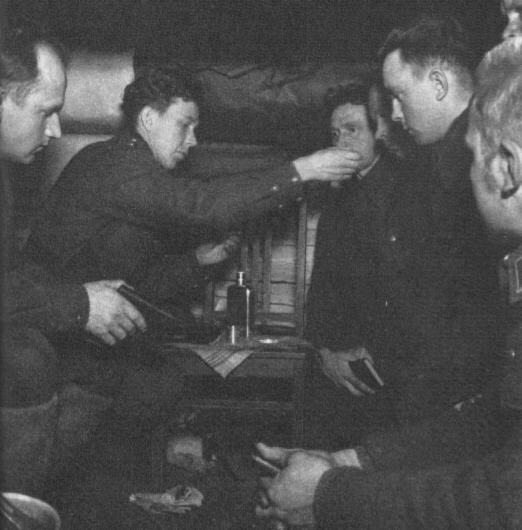
Um capelão militar finlandês administra a santa ceia a soldados que lutavam durante a Segunda Guerra Mundial

Durante a Segunda Guerra Mundial, a Igreja era um fator importante para o nacionalismo finlandês. O grito nacionalista comum durante a guerra foi Kodin, uskonnon ja isänmaan puolesta, em finlandês (em sueco:  För hem, tro och fosterland; em português:  "Pelo lar, a religião e a pátria"). Durante a guerra, a Igreja participou ativamente no trabalho social, aproximando-se do movimento operário. Os capelães militares, que partilharam a vida dos soldados comuns durante vários anos, também cresceu mais perto da rotina da classe trabalhadora. Após o fim da guerra, os chamados asevelipapit / vapenbrödra Praster (em português:  "sacerdotes irmãos de armas") continuaram o seu trabalho em fábricas e em outros lugares da sociedade. Obras litúrgicas, da família e da juventude surgiram como novas formas de atividade da Igreja e a posição dos leigos dentro da Igreja foi reforçada. O chamado quinto movimento de reavivamento também começou como resultado das vivências da guerra. Dois arcebispos finlandeses, Martti Simojoki e Mikko Juva, eram antigos capelães militares, com arcebispados de mais de 20 anos.
Na década de 1960, a Igreja encontrou forte oposição da esquerda radical, que a considerou uma fortaleza ultrapassada de reação e criticou suas posições tradicionais ante ao estado. O 1966 uma tentativa de blasfêmia do novelista Hannu Salama tornou-se uma cause cèlébre, pois foi condenado a três meses de prisão, mas colocado em liberdade condicional, antes sendo posteriormente perdoado pelo Presidente finlandês, Urho Kekkonen. Outro aspecto particularmente criticado da relação Igreja-Estado finlandês foi a proibição de realizar bailes públicos ou filmes em telões nos sábados precedentes certos domingos; isto acabou por ser levantado em 1968.
A Igreja respondeu à sua situação impopular através da modernização. Durante os anos 1970, houve o início do trabalho em novas traduções da Bíblia para o finlandês e um novo hinário. O hinário, que incorporou um grande número de jovens revivalistas e hinos, foi adotado em 1986, enquanto que a nova tradução da Bíblia (com base em equivalência dinâmica) foi concluída e aprovada para uso em 1992. Em 1986, o Sínodo aprovou a ordenação de mulheres. A mudança, inicialmente, havia sido discutida pelo Sínodo em 1963, mas acabou não sendo aceita, encontrando forte oposição e controvérsia.

## Na sociedade finlandesa
A Igreja Evangélica Luterana da Finlândia tem uma posição legal como a igreja nacional no país, junto da Igreja Ortodoxa Finlandesa. Nas últimas décadas, a sociedade finlandesa sofreu uma secularização geral e o número de membros da Igreja tem diminuído. No entanto, a Igreja ainda mantém a fidelidade de uma grande maioria da população, um papel especial em cerimônias estatais e o direito de cobrar os impostos de seus membros em conjunto com o imposto de renda governamental. Além do imposto de adesão, as empresas também, em certa medida, participam de uma forma de tributação em contribuir financeiramente para a Igreja.
Evitar o imposto Igreja (entre 1 e 2%, dependendo da localização) tem sido um motivo popular citado por deserções da Igreja. Em 2010, o número de deserções atingiu um recorde de 83.097, causado em parte pela transmissão em um canal de TV finlandês em se afirmou que o ponto de vista da Igreja de que a homossexualidade é um pecado. A entrevista foi ao ar em 12 de outubro de 2010, e dizia respeito aos direitos dos homossexuais, em que clérigos e leigos da igreja foram divididos a favor e contra propostas alterações legais para aumentar os direitos LGBT. De fato, Stefan Wallin, o ministro da Finlândia, responsável pelos assuntos da igreja, acusou Päivi Räsänen, o líder democrata-cristão, deliberadamente de tomar uma posição pública contrária a homossexualidade e os direitos dos homossexuais, a fim de afastar da igreja daquelas pessoas que possam deter mais visões liberais sobre a aceitação gay.
Em 9 de fevereiro de 2011, a Conferência Episcopal emitiu uma "instrução pastoral sobre a oração livre para aqueles que têm registrado sua união civil", que pode ser ministrada confidencialmente ou publicamente em uma igreja com ou sem convidados, mas que não deve ser confundida com "uma bênção de uma união civil comparável ao matrimônio". Em 2013, o segundo maior número de apostasias anuais já registrados, com 58.965 casos de abandono. Por outro lado, um número recorde de 14.653 pessoas também se juntou ao ELCF em 2013.

## Ensinamentos

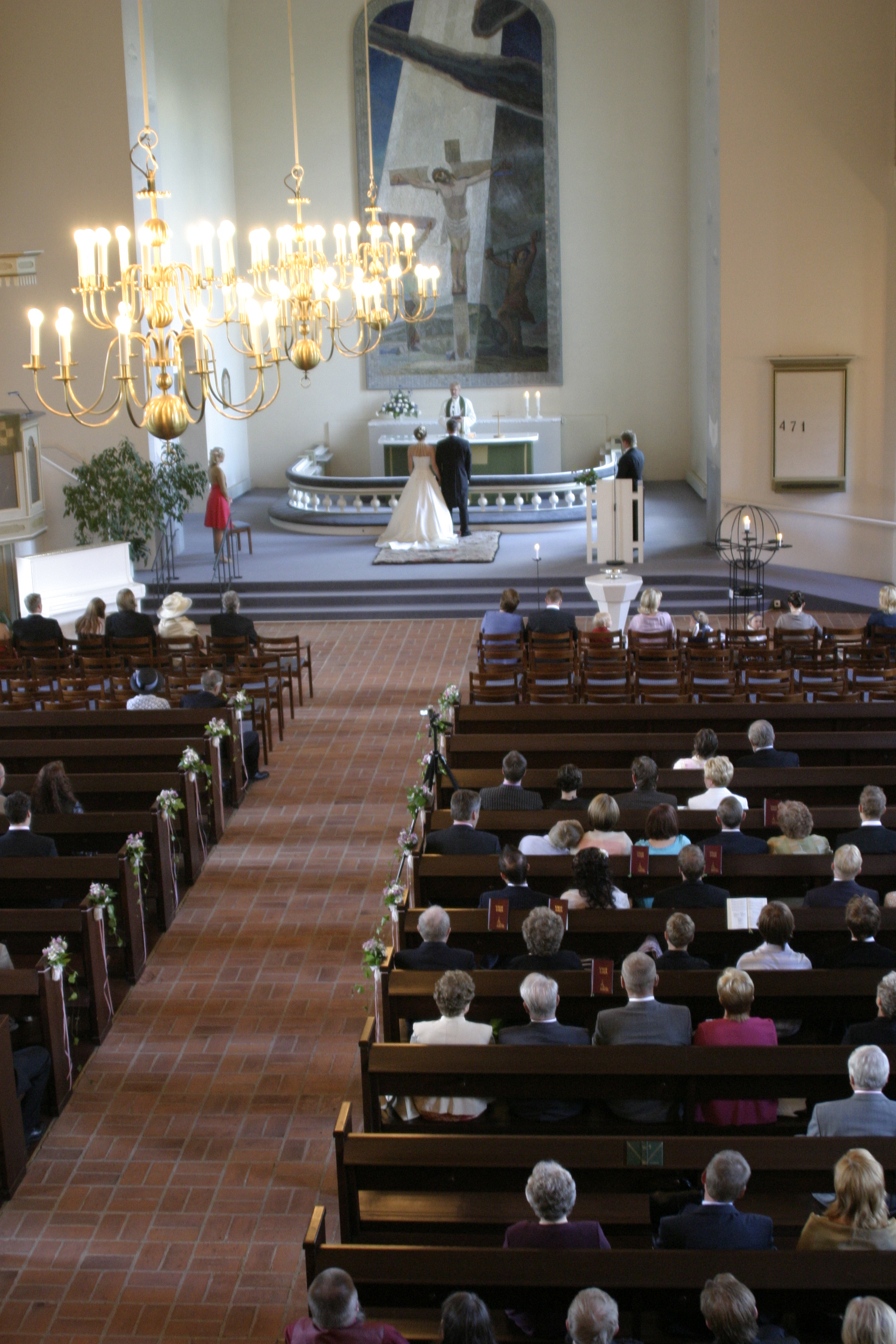
Um casamento em Kiuruvesi.

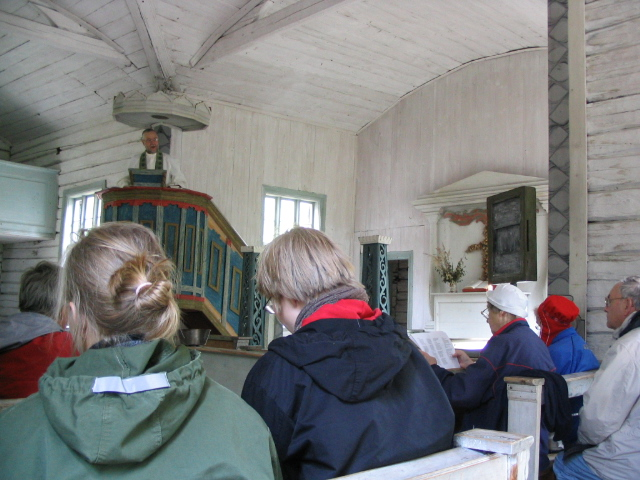
Uma comemoração da Festa do Verão.

A Igreja Evangélica Luterana da Finlândia se vê como uma Igreja una, santa, católica e apostólica. É luterana na doutrina, seguindo os ensinamentos de Martinho Lutero. É um membro da Federação Luterana Mundial e da Comunhão de Porvoo, mas não assinou a Concordata de Leuenberg. A fé da Igreja é professada nas três confissões da antiga igreja (Credo dos Apóstolos, Credo Niceno e Credo de Atanásio) e de documentos confessionais luteranos, conforme definido na Liber Concordiae A fé é descrita no Catecismo da Igreja, que se baseia, literalmente, e inclui o Catecismo Menor de Lutero. A versão mais recente do Catecismo foi aceita pelo sínodo geral de 1999.

Contemporaneamente, em doutrinas controversas, a Igreja tem assumido uma posição moderada. A Igreja não abraça o criacionismo, mas afirma:
| “ | Deus é o Criador de tudo. Com sua palavra, Ele criou todo o universo. A Ciência estuda o mistério da gênese do mundo, bem como a evolução da natureza e as pessoas. A Fé confia que a base de tudo é a vontade e o amor do Deus Criador para a criação. | ” |

 A Igreja aceita as doutrinas do nascimento virginal de Jesus, e sua  ressurreição carnal A Igreja permite aos seus membros servir e trabalhar para as forças armadas, juízes, considerando que estes devem se prestar ao bem-estar da sociedade. A relação da Igreja com a sexualidade é um pouco ambígua, pois condena estritamente sexo extraconjugal, mas em relação ao sexo antes do casamento afirma:
| “ | A sexualidade desconectada do amor e da responsabilidade escraviza as pessoas, trazendo danos para si e para outros. | ” |

No caso do casamento após um divórcio, é aceito com reservas. O aborto é aceito, pois a Igreja considera que a mulher tem o direito de decidir interromper a gravidez. No entanto, a mulher não deve estar sozinha ao tomar essa decisão. O aborto deve ser limitado aos casos graves em que o nascimento possa causar sério perigo ou sofrimento à família ou à criança. Tais casos deveriam ser definidos na legislação, como é o caso da Finlândia. Contudo, a mulher que pondera o aborto deve obter todo o apoio possível antes e depois da decisão, independentemente do seu resultado.
Quanto às questões LGBT, a Igreja adota uma posição moderada. O Sínodo dos Bispos afirmou que as minorias sexuais não devem ser evitadas ou perseguidas, mas que eles são, como todas as pessoas, responsáveis pelas implicações de sua sexualidade, devendo abster-se da prática do sexo, mas eles devem ser guiados com amor para poderem compreender sua sexualidade e as limitações e aspectos positivos causados por ela.
A sucessão apostólica da igreja se considera ter permanecido intacta através da ordenação do bispo Mikael Agricola, mas foi quebrada em 1884, quando todos os bispos luteranos finlandeses morreram no período de um ano. A sucessão permaneceu em válida na Igreja da Suécia, e retornou na década de 1930 na ordenação do bispo de Tampere. No entanto, o conceito de sucessão apostólica é importante especialmente em contextos ecumênicos, especialmente nas suas relações com a Comunhão Anglicana. Na teologia da própria instituição, os sinais válidos da igreja incluem apenas a "pura pregação do evangelho e do desempenho dos Sacramentos, de acordo com o decreto de Jesus".
O ponto central da doutrina da Igreja, não é, no entanto, a moral das áreas da sexualidade e da criação, mas sim da doutrina da justificação. O ser humano é sempre um pecador, completamente incapaz de chegar a Deus por seu próprio mérito. No entanto, os cristãos são expiados pela graça de Deus, através do sacrifício de Cristo, completamente imerecidamente. O cristão é, simultaneamente, um pecador e uma pessoa justa. No Fim dos Tempos, o Cristo voltará e todos os homens serão sujeitos a seu julgamento. Então a perdição eterna só poderá ser evitado através da misericórdia de Cristo.
A graça salvífica se torna visível em dois Sacramentos: a Santa Ceia e o Batismo. O batismo é administrado até para crianças, pois é eficaz, independentemente das atitudes pessoais, "pois o Batismo e a fé são a obra de Deus em nós". Qualquer cristão é apto a realizar um batismo válido, mas, em casos normais, o é o sacerdote quem deve administrar o Sacramento. Um batismo de emergência realizado por um membro da igreja deve ser imediatamente comunicado à paróquia onde o batismo aconteceu. Já na Santa Ceia, o sacramento do altar, Cristo dá o seu, o verdadeiro corpo e sangue para as pessoas comerem e beberem. As igreja defende a Comunhão fechada, mas não coloca quaisquer limitações de seus membros poderem participar do momento. O único pré-requisito necessário é a fé, mesmo que frágil. Crianças podem tomar parte na comunhão após serem instruídas pelos pais sobre o significado do sacramento. Se uma pessoa está em perigo mortal e deseja receber a Sagrada Comunhão, qualquer cristão tem permissão para administrar o sacramento validamente. Normalmente, no entanto, a administração é reservada aos sacerdotes.
A posição da Igreja na sociedade tem se alterado muito ao longo do século passado. Enquanto a Igreja foi anteriormente considerada como uma força socialmente conservadora, agora é visto como de esquerda, mesmo radical. O Sínodo dos Bispos, em várias ocasiões, criticou a economia de mercado forte, e o Catecismo chama repetidamente para moderação em atividades privadas, por exemplo, igualando a especulação e as práticas de exploração com o roubo. Publicamente, a Igreja apoia firmemente o estado de bem-estar social finlandês, e o considera ameaçado, especialmente pelo neoliberalismo e pela globalização. Isto levou a igreja a ser criticada pela direita, que a alega ser o braço político religioso da social-democracia. A igreja revidou respondendo que não toma parte de lados políticos, mas que se esforça para trabalhar para os mais fracos da sociedade.
A Igreja da Finlândia não costuma controlar seus membros de forma estrita. Rituais como casamentos e funerais são muitas vezes consideradas como o maior as razões mais importantes para se permanecer um membro.
Houve cinco movimentos revivalista na história da Igreja: Suplicantismo, Evangelismo, Movimento Quinta Revivalista, Laestadianismo e o Movimento Despertar, de origem pietista.

## Organização

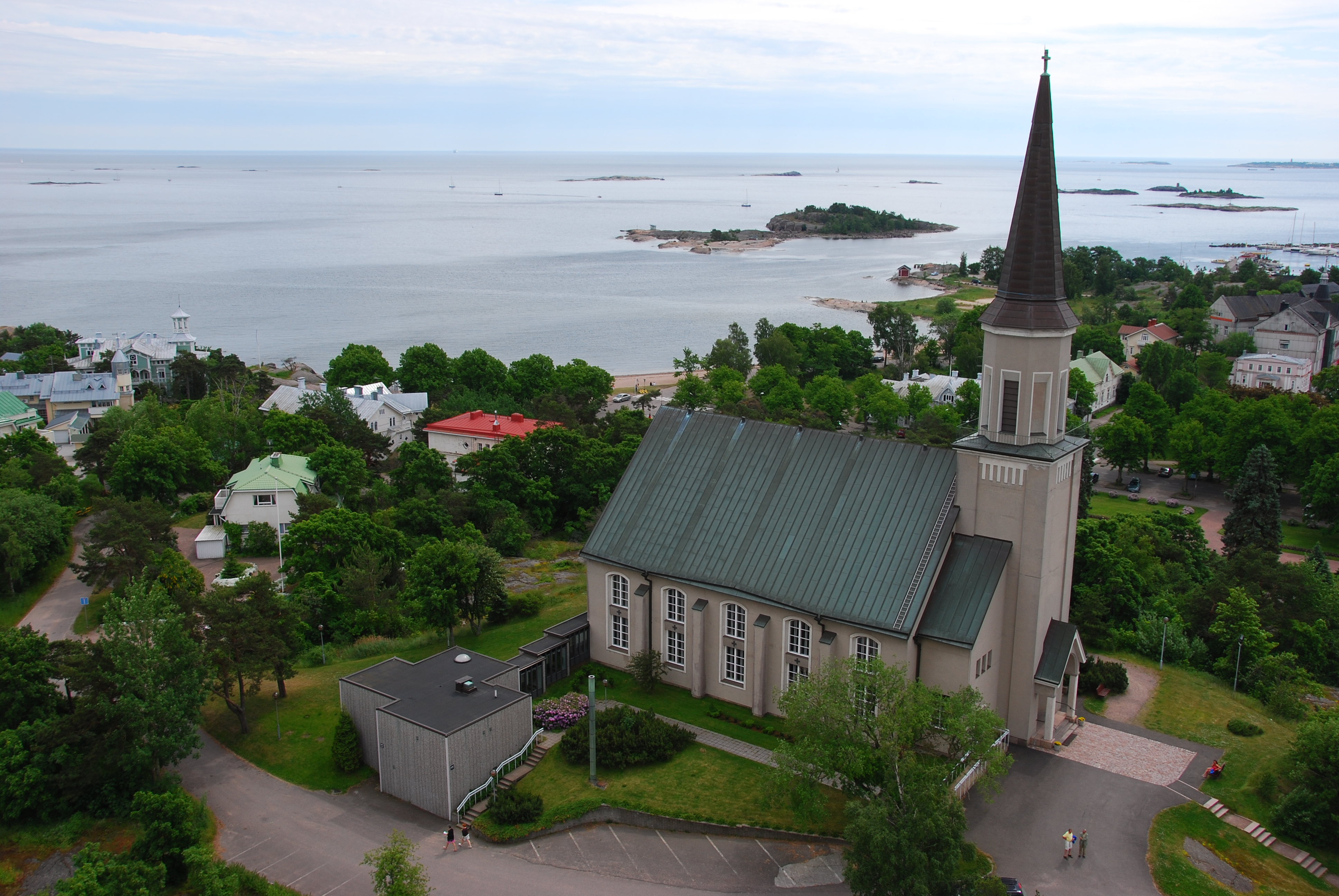
Igreja Evangélica Luterana de Hanko

A estrutura da Igreja Evangélica Luterana da Finlândia é baseada principalmente na divisão geográfica. Cada membro pertence à paróquia de seu domicílio, com fronteiras paroquiais seguindo os limites municipais. As grandes cidades, por outro lado, são geralmente divididas em várias paróquias, com localização geográfica das casas dos membros que determinam a adesão paroquiana. A quantidade de membros de uma paróquia varia de algumas centenas, como em pequenos municípios, para cerca de 60.000 membros, como na paróquia de Malmi. De acordo com as Leis da Igreja, a paróquia é responsável por todo o trabalho prático realizado pela igreja. A paróquia é chefiada pelo vigário juntamente de um conselho. Ambos são eleitos pelos membros, por meio de votação fechada. O conselho é renovado a cada quatro anos, enquanto o vigário é eleito para a vida (ou até que ele atinja 68 anos de idade). A paróquia é uma pessoa jurídica de natureza pública, com poder para tributar seus membros. O valor do imposto recolhido é decidido pelo conselho paroquial e varia de 1-2,25% da renda pessoal. Na prática, o imposto é recolhido pelo Estado, para uma taxa. Financeiramente, as paróquias são responsáveis por si mesmas. No entanto, as paróquias pobres podem receber assistência da administração central. Por outro lado, todas as paróquias são responsáveis por contribuir 10% de sua renda para a administração central da Igreja das dioceses. Os assuntos do dia-a-dia da administração paroquial são atendidos pelo vigário e pelo conselho. Nas cidades grandes, as paróquias têm uma junta de conselho comum, mas uma individual.

### Formação Pastoral
Um diploma de Mestre em Teologia é obrigatório antes da ordenação. A Igreja também tem um sistema de ensino de pós-graduação profissional próprio. Um pastor recém-ordenado é elegível para o cargo de Pastor paroquial (em finlandês:  seurakuntapastori, em sueco:  församlingspastor; antigamente padre adjunto: em finlandês:  apupappi, em sueco:  adjunkt). Para ser elegível para o cargo de capelão (em finlandês:  kappalainen, em sueco:  kaplan) ou vigário (em finlandês:  kirkkoherra, em sueco:  kyrkoherde), um exame pastoral (em finlandês:  pastoraalitutkinto, em sueco:  pastoralexamen) é necessário.Já para o cargo de vigário, uma licenciatura em habilidades de liderança (em finlandês:  Seurakuntatyön johtamisen tutkinto, em sueco:  Exam i ledning av församlingsarbete) também é obrigatória.
A fim de ser elegível para a posição de vigário geral (em finlandês:  tuomiorovasti, em sueco:  domprost) ou decano diocesano (em finlandês:  hiippakuntadekaani, em sueco:  stiftsdekan) é obrigatório o exame pastoral superior (em finlandês:  ylempi pastoraalitutkinto, em sueco:  högre pastoralexamen).
Além do culto religioso, as comunidades luteranas locais podem organizar muitas atividades não religiosas também. Na Finlândia, como nos outros países nórdicos, a maioria das pessoas vão à igreja apenas ocasionalmente, como no Natal e em casamentos.

### Dioceses e bispos
A Igreja Evangélica Luterana da Finlândia é dividida em nove dioceses. Cada diocese (exceto a Arquidiocese de Turku, que tem um arcebispo e um bispo) é dirigida por um bispo de uma catedral. Oito dioceses são regionais, além de uma restante que cobre todas as paróquias dedicadas aos nativos de origem sueca. O órgão decisório supremo da Igreja é o Sínodo, que se reúne duas vezes ar ano. Leigos compreendem a maioria do Sínodo, mas um número fixo de lugares são reservados ao clero. O Sínodo propõe mudanças na Lei Eclesiástica e decide sobre a ordem eclesiástica. O Sínodo lida com questões de doutrina e aprova os livros da igreja. O Sínodo orienta as atividades comuns, administração e finanças da Igreja. Eleições congregacionais são realizadas a cada quatro anos para determinar postos administrativos a nível local.
| Diocese                        | Fundação | Catedral              | Titular                                                      |
| ------------------------------ | -------- | --------------------- | ------------------------------------------------------------ |
| Arquidiocese luterana de Turku | 1156     | Catedral de Turku     | Arcebispo Tapio Luoma (2019-), Bispo Kaarlo Kalliala (2011-) |
| Diocese luterana de Tampere    | 1554     | Catedral de Tampere   | Bispo Matti Repo (2008-)                                     |
| Diocese luterana de Oulu       | 1851     | Catedral de Oulu      | Bispo Jukka Keskitalo (2018-)                                |
| Diocese luterana de Mikkeli    | 1897     | Catedral de Mikkeli   | Bispo Seppo Häkkinen (2009-)                                 |
| Diocese luterana de Borgå      | 1923     | Catedral de Porvoo    | Bispo Bo-Göran Åstrand (2019-)                               |
| Diocese luterana de Kuopio     | 1939     | Catedral de Kuopio    | Bispo Jari Jolkkonen (2012-)                                 |
| Diocese luterana de Lapua      | 1959     | Catedral de Lapua     | Bispo Simo Peura (2004-)                                     |
| Diocese luterana de Helsinque  | 1959     | Catedral de Helsinque | Bispo Teemu Laajasalo (2017-)                                |
| Diocese luterana de Espoo      | 2004     | Catedral de Espoo     | Bispo Kaisamari Hintikka (2019-)                             |
| Bispo Militar                  | 1941     | —                     | Pekka Särkiö (2012-)                                         |

## Outras igrejas evangélicas luteranas nórdicas
- Igreja da Suécia (Svenska kyrkan)
- Igreja Nacional da Dinamarca (Folkekirken)
- Igreja da Noruega (Den norske kirke)
- Igreja Nacional da Islândia (Þjóðkirkjan)
- Igreja das Ilhas Feroé (Fólkakirkjan)